# Gavàs (Bissaürri)
Gavàs (en benasquès i oficialment: Gabás) és una població aragonesa, pertanyent a Bissaürri, comarca de la Ribagorça. El poble se situa a l'esquerra del riu homònim (riu Gavàs). Aquest riu neix al massís del Turbó, al port de les Ares (la capçalera és anomenada riu de les Ares), drena la vall de la Múria i aflueix a l'Éssera per l'esquerra, a l'entrada del congost de Ventamillo. La muntanyeta de Gavàs separa les valls de la Múria i de Bardaixí. La parròquia és dedicada a Sant Jaume.

## Personatges il·lustres
- Carmen Castán (1954): escriptora, mestra d'aragonès i defensora de la llengua local, el benasquès.